# Elecciones municipales de 2023 en Cardeñuela Riopico
Las elecciones municipales de 2023 se celebraron en Cardeñuela Riopico el domingo 28 de mayo, de acuerdo con el Real Decreto de convocatoria de elecciones locales en España dispuesto el 3 de abril de 2023 y publicado en el Boletín Oficial del Estado el día 4 de abril. Se eligieron los 5 concejales del pleno del Ayuntamiento de Cardeñuela Riopico, a través de un escrutinio mayoritario pluriominal con listas abiertas saliendo elegidos concejales los cinco candidatos con más votos. En este sistema de listas abiertas cada elector puede emitir hasta un voto menos que el número de concejales que se eligen. Es el mismo sistema electoral que se utiliza en las elecciones al Senado. En los municipios de hasta 100 habitantes, un elector puede marcar hasta dos candidatos y, si el municipio tiene hasta 250 habitantes, se puede votar hasta cuatro candidatos. A partir de esta cifra de habitantes, el sistema electoral pasa a ser de escrutinio proporcional plurinominal (mediante el Sistema D'Hondt) con listas cerradas y con una barrera electoral el 5% de los votos.

## Candidaturas
En abril de 2019 se publicaron 4 candidaturas, el partido que gobernó con mayoría absoluta la anterior legislatura, Vox, el PSOE, el PP y la coalición EV-PCAS-TC.

## Resultados
El partido Vox vuelve a ganar las elecciones en el municipio con mayoría absoluta ganando un concejal que pierde el PSOE. El municipio es uno de los 33 municipios repartidos por toda España en donde el partido liderado por Santiago Abascal ha obtenido la alcaldía.
| Candidatura     | Candidatura                               | Votos    | %                     | Elegido               |
| --------------- | ----------------------------------------- | -------- | --------------------- | --------------------- |
|                 | Nicasio Gómez Ruiz (Vox)                  | 48       | 60,75                 | Sí                    |
|                 | Gloria Burgos Izquierdo (Vox)             | 45       | 56,96                 | Sí                    |
|                 | Francisco Javier Albuquerque Casado (Vox) | 33       | 41,77                 | Sí                    |
|                 | Ana María Ureta García (Vox)              | 30       | 37,97                 | Sí                    |
|                 | Julio Hernando Cano (PSOE)                | 29       | 36,79                 | Sí                    |
|                 | Paula Ureta Alonso (PP)                   | 22       | 27,84                 | No                    |
|                 | Felipe Ureta Bravo (PP)                   | 19       | 24,05                 | No                    |
|                 | Pablo Sevilla Conejero (PSOE)             | 19       | 24,05                 | No                    |
|                 | Emilio Díez del Val (PSOE)                | 15       | 18,98                 | No                    |
|                 | Ángel González Ibeas (PP)                 | 11       | 13,92                 | No                    |
|                 | Elías Ureta Miguel (EV-PCAS-TC)           | 11       | 13,92                 | No                    |
|                 | Juan Antonio Ajo Martínez (PP)            | 6        | 7,59                  | No                    |
| Votos en blanco | Votos en blanco                           | 1        | 1,26                  | n/a                   |
| Votos válidos   | Votos válidos                             | 79 (277) | 98,75                 | 5                     |
| Votos nulos     | Votos nulos                               | 1        | Participación: 83,33% | Participación: 83,33% |
| Votantes        | Votantes                                  | 80       | Participación: 83,33% | Participación: 83,33% |
| Electores       | Electores                                 | 96       | Participación: 83,33% | Participación: 83,33% |

Fuente: Ministerio del Interior

## Concejales electos
| N.º | Nombre                              | Lista | Lista |
| --- | ----------------------------------- | ----- | ----- |
| 1   | Nicasio Gómez Ruiz                  |       | Vox   |
| 2   | Gloria Burgos Izquierdo             |       | Vox   |
| 3   | Francisco Javier Albuquerque Casado |       | Vox   |
| 4   | Ana María Ureta García              |       | Vox   |
| 5   | Julio Hernando Cano                 |       | PSOE  |